# Línea de sangre de Jesús
La Línea de sangre de Jesús es una secuencia hipotética de descendientes directos del Jesús histórico y María Magdalena o alguna otra mujer, normalmente retratada como su esposa o hieródula.
Existen versiones diferentes y contradictorias de la hipótesis y películas de ficción y no-ficción desde finales del siglo XX y principios del XXI que han sido rechazadas como teorías conspirativas o pseudohistoria. De acuerdo a la gran mayor parte de estudiosos del tema, no existen evidencias históricas, bíblicas, arqueológicas, genéticas o genealógicas que apoyen esta hipótesis de la descendencia directa.
Esta línea de sangre hipotética no debe confundirse con la genealogía de Jesús o los familiares históricos y sus descendientes, conocidos como Hermanos de Jesús.
Esta hipótesis comienza con el monje cisterciense y cronista del siglo XIII Pedro de Vaux de Cernay.